# Wacław Mejbaum (filozof)
Wacław Mejbaum (ur. 1933 we Lwowie, zm. 24 listopada 2002 w Szczecinie) – polski filozof, wieloletni dyrektor Instytutu Filozofii Uniwersytetu Szczecińskiego.

## Życiorys
Studia filozoficzne podjął na Uniwersytecie Warszawskim. Studiował również fizykę na Uniwersytecie Wrocławskim. Stopień doktora filozofii uzyskał w 1965 roku na Uniwersytecie Wrocławskim na podstawie rozprawy Wielkość fizyczna a doświadczenie. Habilitację uzyskał na Uniwersytecie Jagiellońskim.
Od 1985 roku pracował na Uniwersytecie Szczecińskim. W 1994 roku uzyskał tytuł profesora zwyczajnego.
W polu zainteresowań Mejbauma leżały zagadnienia epistemologii, filozofii języka, marksizmu, metaetyki i metodologii nauk. Jest autorem i współautorem ok. 300 publikacji w zakresie filozofii i literatury, w tym bajek.
Wacław Mejbaum był synem historyka Wacława Mejbauma, młodszym bratem Wandy Mejbaum-Katzenellenbogen. Mąż prof. dr. hab. Aleksandry Żukrowskiej.

## Wybrane prace
- Kłopoty z początkiem świata, Wiedza Powszechna, Warszawa 1961;
- Prawo, konieczność, prawdopodobieństwo, Stefan Amsterdamski, Zdzisław Augustynek, Wacław Mejbaum (red.), Książka i Wiedza, Warszawa 1964;
- Zasada korespondencji w fizyce a rozwój nauki, Władysław Krajewski, Wacław Mejbaum, Jan Such (red.), PWN, Warszawa 1974;
- Współczesna teoria poznania, wyd. Polska Akademia Nauk, Oddział w Krakowie, Zakład Narodowy im. Ossolińskich, Wrocław/Kraków 1979;
- Teoria wiedzy i metodologia nauk empirycznych, Wydawnictwo Politechniki Wrocławskiej, Wrocław 1983;
- Literat cywilizowanego świata. Leszek Kołakowski a kryzys myśli mieszczańskiej, razem z Aleksandrą Żukrowską, wyd. Książka i Wiedza, Warszawa 1985;
- Epistemologiczna problematyka marksizmu: próba rekonstrukcji, wyd. Uniwersytet Szczeciński, Szczecin 1990;
- Świnia na sośnie: felietony, wiersze, bajki, wyd. Agencja Scholar, Warszawa 1992;
- Prolegomena do teorii wartości: zwierzenie, wyd. Uniwersytet Szczeciński, Szczecin 1994;
- Wyjaśnianie i wyjaśnienie: zarys teorii eksplanacji, wyd. Fundacja im. Kazimierza Ajdukiewicza na rzecz Rozwoju Nauk Filozoficznych, Szczecin 1995;
- Zwierzęta zdenaturowane: wstęp do antropologii filozoficznej, razem z Aleksandrą Żukrowską, wyd. Wyższa Szkoła Humanistyczna Towarzystwa Wiedzy Powszechnej w Szczecinie, Pedagogium, Szczecin 2000;
- Ludzie i ludzkie światy subiektywne: tło epistemologiczne, Wydawnictwo Naukowe Uniwersytetu Szczecińskiego, Szczecin 2000;
- Człowiek w świecie wartości, Wydawnictwo Uniwersytetu Szczecińskiego, Szczecin 2000;
- Ociosywanie tradycji: esej filozoficzno-historyczny, razem z Aleksandrą Żukrowską, Wydawnictwo Naukowe Uniwersytetu Szczecińskiego, Szczecin 2002;
- Materializm subiektywny: zarys epistemologii marksistowskiej, wyd. Atut, Wrocław 2002;
- Świat według biskupa Berkeleya. „Nowa Krytyka”, 27/07/2005. (pol.).brak numeru strony
- Opus nigrum, Zaułek Wydawniczy Pomyłka, Szczecin 2017.

## Nagrody
- Nagroda „Trybuny Ludu” (1986)[1]